# Ève (Oise)
Ève település Franciaországban, Oise megyében. Lakosainak száma 415 fő (2022. január 1.). Ève Othis, Rouvres, Ermenonville, Lagny-le-Sec, Le Plessis-Belleville, Ver-sur-Launette és Dammartin-en-Goële községekkel határos.

## Népesség
A település népességének változása:
| Lakosok száma | 418  | 424  | 422  | 421  | 421  | 421  | 421  | 419  | 415  |
|               | 2013 | 2015 | 2016 | 2017 | 2018 | 2019 | 2020 | 2021 | 2022 |